# 雙鬼湖野生動物重要棲息環境
雙鬼湖野生動物重要棲息環境位於臺灣高雄市、屏東縣及臺東縣三縣市交界處，屬中央山脈南段山區，為2000年依據《野生動物保育法》公告之野生動物重要棲息環境。面積47,723.75公頃，北鄰關山野生動物重要棲息環境，西北為出雲山自然保留區，南接大武山自然保留區，為中央山脈生態走廊的一環。在範圍內有臺灣最原始的高山湖泊生態環境，包括大鬼湖，紅鬼湖，小鬼湖，萬山神池，藍湖等。此區擁有最大面積的台灣杉族群，數量高達萬餘株。

## 歷史
依據《台灣省自然保護區設置管理辦法》，林務局於1981年在屏東縣泰武鄉境內設置「北大武山針闊葉樹林自然保護區」，並於1992年於高雄縣茂林鄉、屏東縣霧台鄉及臺東縣延平鄉三行政區交界設置「雙鬼湖自然保護區」。後因法令規章調整與生態保育所需，2000年決議由林務局屏東林區管理處評估兩者合併的可行性。因為兩地僅相隔屏東事業區第28、29林班，經查該區林型均為天然針闊葉樹林，適合列為保護區，因此兩保護區及屏東事業區第28、29林班，最終依《野生動物保育法》於2000年公告為雙鬼湖野生動物重要棲息環境。本區原有構想要劃定為「雙鬼湖野生動物保護區」，但由於當時並未獲得共識，故仍僅公告為野生動物重要棲息環境。

## 地形
本區海拔高度分布約在620公尺至霧頭山頂2,735公尺之間，全區屬山脈地形，由中央山脈分隔為東向坡與西向坡。坡度變化大，主要在15–60度之間。範圍內逾91%的面積為海拔1,000公尺以上山地，近兩成面積逾2,000公尺。涵蓋花奴奴溪、隘寮北溪（包括額落烏溪、巴油溪、來布安溪）與鹿野溪三個集水區系流域。